# Rieux (Seine-Maritime)
Pour les articles homonymes, voir Rieux.
Rieux est une commune française située dans le département de la Seine-Maritime en région Normandie.

## Géographie

### Description

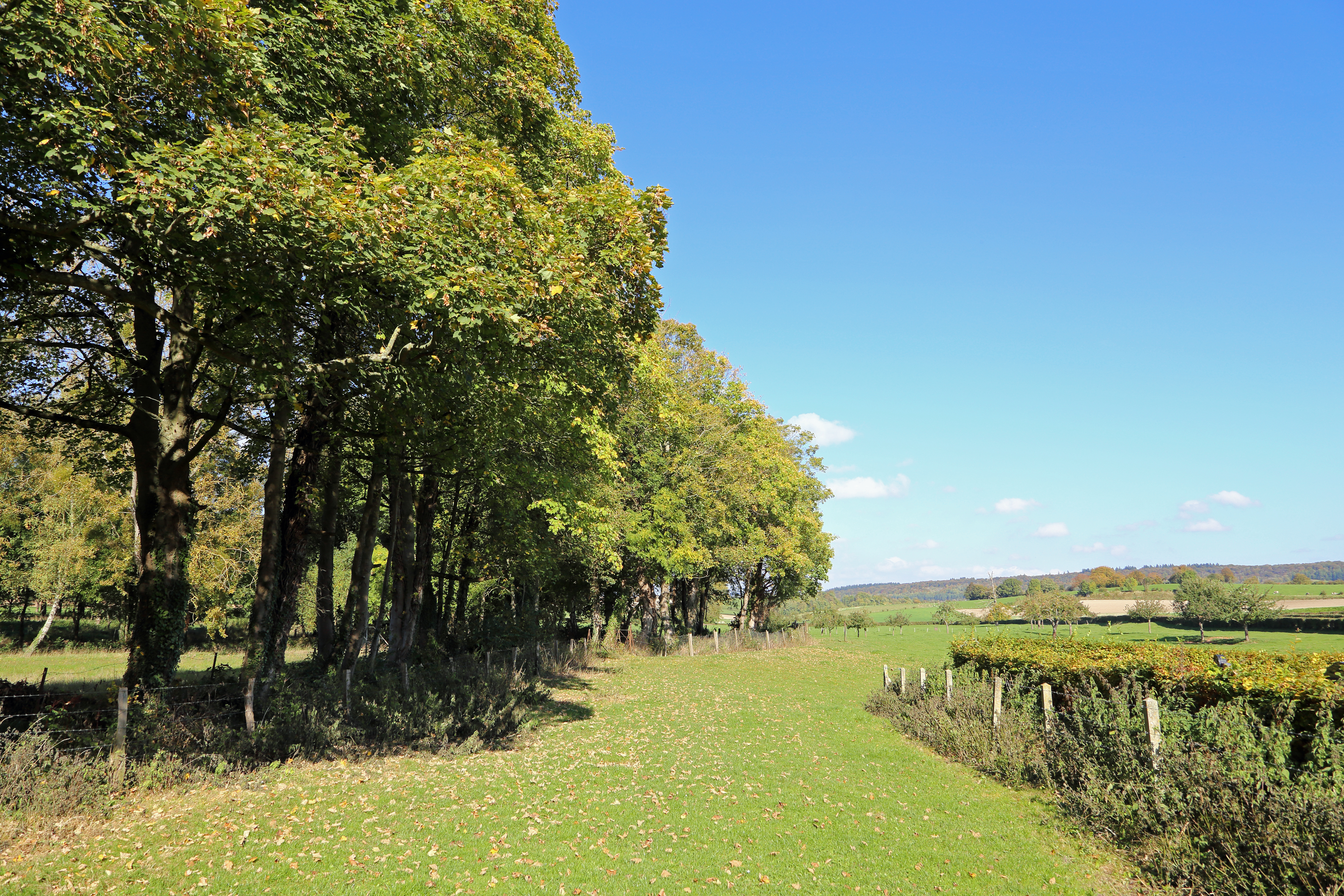
Paysage près de la commune.

Rieux est un village périurbain normand de la vallée de la Bresle et limitrophe de la Forêt d'Eu, situé à 20 km au sud-est du Tréport et du littoral de la Manche, 27 km au sud-ouest d'Abbeville et 64 km au nord-est de Rouen.
Le village est aisément accessible depuis l'autoroute A28 et l'ex-RN 28 (actuelle RD 928).

### Communes limitrophes
Les communes limitrophes sont Blangy-sur-Bresle, Dancourt et Monchaux-Soreng.
| Monchaux-Soreng | Monchaux-Soreng | Monchaux-Soreng   |
| Monchaux-Soreng | Rieux           |                   |
| Monchaux-Soreng | Dancourt        | Blangy-sur-Bresle |

### Hydrographie
La commune est située dans le bassin Seine-Normandie. Elle n'est drainée par aucun cours d'eau,.

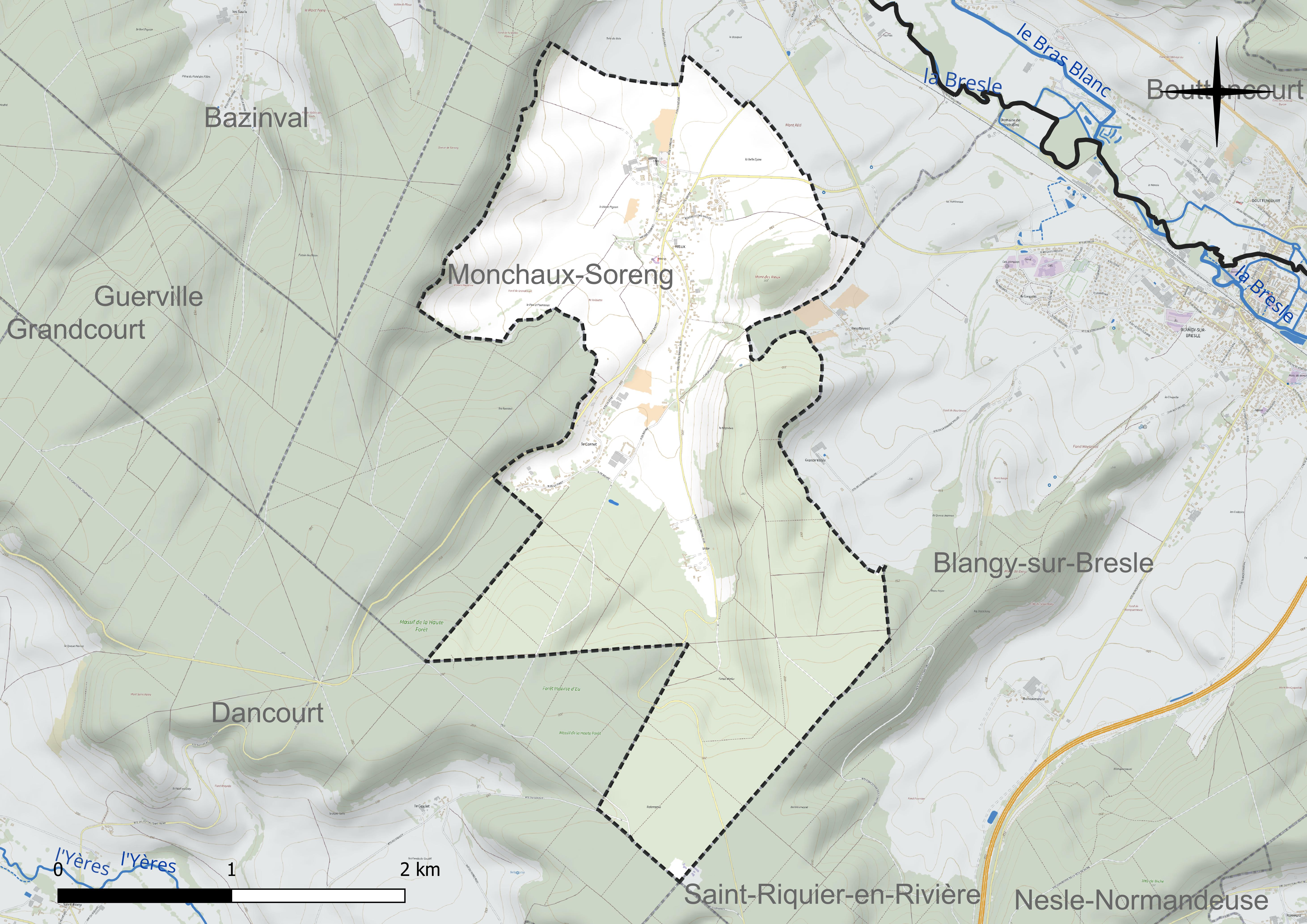
Réseau hydrographique de Rieux.

### Climat
Pour des articles plus généraux, voir Climat de la Normandie et Climat de la Seine-Maritime.
En 2010, le climat de la commune est de type climat océanique altéré, selon une étude du CNRS s'appuyant sur une série de données couvrant la période 1971-2000. En 2020, Météo-France publie une typologie des climats de la France métropolitaine dans laquelle la commune est exposée à un climat océanique et est dans la région climatique Côtes de la Manche orientale, caractérisée par un faible ensoleillement (1 550 h/an) ; forte humidité de l’air (plus de 20 h/jour avec humidité relative > 80 % en hiver), vents forts fréquents. Parallèlement le GIEC normand, un groupe régional d’experts sur le climat, différencie quant à lui, dans une étude de 2020, trois grands types de climats pour la région Normandie, nuancés à une échelle plus fine par les facteurs géographiques locaux. La commune est, selon ce zonage, exposée à un « climat contrasté des collines », correspondant au Pays de Bray, bien arrosé et frais.
Pour la période 1971-2000, la température annuelle moyenne est de 10,3 °C, avec une amplitude thermique annuelle de 13,4 °C. Le cumul annuel moyen de précipitations est de 781 mm, avec 12,9 jours de précipitations en janvier et 8,5 jours en juillet. Pour la période 1991-2020, la température moyenne annuelle observée sur la station météorologique la plus proche, située sur la commune d'Oisemont à 14 km à vol d'oiseau, est de 11,1 °C et le cumul annuel moyen de précipitations est de 801,4 mm,. Pour l'avenir, les paramètres climatiques de la commune estimés pour 2050 selon différents scénarios d'émission de gaz à effet de serre sont consultables sur un site dédié publié par Météo-France en novembre 2022.

## Urbanisme

### Typologie
Au 1er janvier 2024, Rieux est catégorisée commune rurale à habitat dispersé, selon la nouvelle grille communale de densité à sept niveaux définie par l'Insee en 2022.
Elle est située hors unité urbaine. Par ailleurs la commune fait partie de l'aire d'attraction de Blangy-sur-Bresle, dont elle est une commune de la couronne,. Cette aire, qui regroupe 8 communes, est catégorisée dans les aires de moins de 50 000 habitants,.

### Occupation des sols

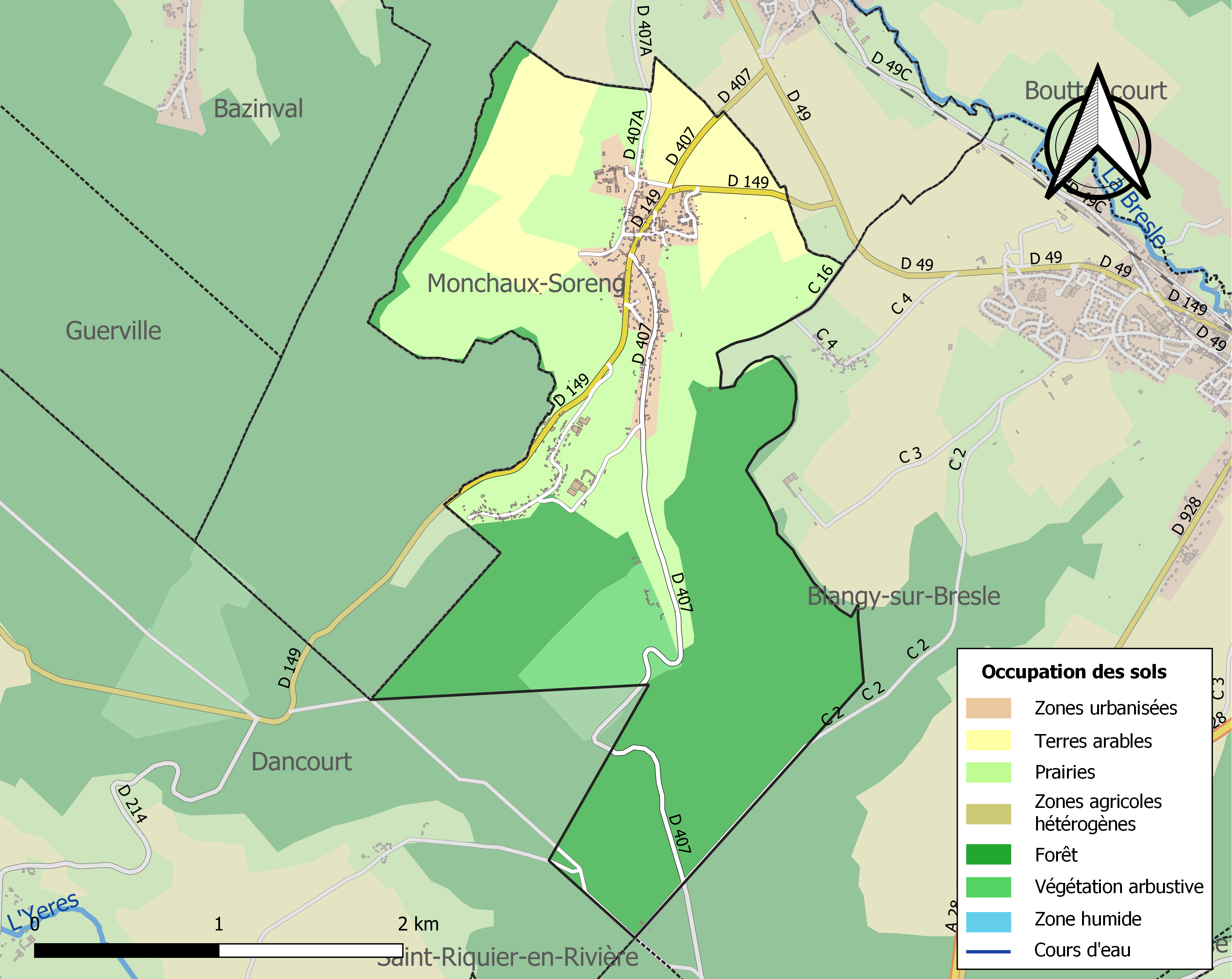
Carte des infrastructures et de l'occupation des sols de la commune en 2018 (CLC).

L'occupation des sols de la commune, telle qu'elle ressort de la base de données européenne d’occupation biophysique des sols Corine Land Cover (CLC), est marquée par l'importance des forêts et milieux semi-naturels (48,7 % en 2018), une proportion identique à celle de 1990 (48,7 %). La répartition détaillée en 2018 est la suivante : 
forêts (43,7 %), prairies (31 %), terres arables (14,4 %), zones urbanisées (5,9 %), milieux à végétation arbustive et/ou herbacée (5 %). L'évolution de l’occupation des sols de la commune et de ses infrastructures peut être observée sur les différentes représentations cartographiques du territoire : la carte de Cassini (XVIIIe siècle), la carte d'état-major (1820-1866) et les cartes ou photos aériennes de l'IGN pour la période actuelle (1950 à aujourd'hui).

### Habitat et logement
En 2020, le nombre total de logements dans la commune était de 265, alors qu'il était de 252 en 2015 et de 236 en 2010.
Parmi ces logements, 91,6 % étaient des résidences principales, 1,5 % des résidences secondaires et 6,8 % des logements vacants. Ces logements étaient pour 96,5 % d'entre eux des maisons individuelles et pour 3,5 % des appartements.
Le tableau ci-dessous présente la typologie des logements à Rieux en 2020 en comparaison avec celle de la Seine-Maritime et de la France entière. Une caractéristique marquante du parc de logements est ainsi une proportion de résidences secondaires et logements occasionnels (1,5 %) inférieure à celle du département (4,1 %) et  à celle de la France entière (9,7 %). Concernant le statut d'occupation de ces logements, 83,8 % des habitants de la commune sont propriétaires de leur logement (84,6 % en 2015), contre 53 % pour la Seine-Maritime et 57,5 pour la France entière.
| Typologie                                               | Rieux | Seine-Maritime | France entière |
| ------------------------------------------------------- | ----- | -------------- | -------------- |
| Résidences principales (en %)                           | 91,6  | 87,9           | 82,1           |
| Résidences secondaires et logements occasionnels (en %) | 1,5   | 4,1            | 9,7            |
| Logements vacants (en %)                                | 6,8   | 8,1            | 8,2            |

## Toponymie
Le nom de la localité est attesté sous les formes Rui en 1059,, Ryu, Riu à la fin des XVIe et au XVIIe siècles, Ecclesia Sancti-Martini-de-Rieux en 1650, 1683 et 1697, Rieux en 1715.
Rui en 1059 et une erreur manifeste de copie pour Riu.
Ce toponyme représente le dérivé picard du latin rivus, « cours d'eau ».
Rieux doit son nom à un ruisseau maintenant asséché. Actuellement, c'est le point de départ de la Rieuse, affluent de la Bresle
Formation homonyme avec Rieux (Oise).

## Histoire
Aux époques néolithique et gallo-romaine, le lieu était occupé comme l'atteste la découverte de monnaies d'or et de bronze.
Deux verreries ont été actives de 1728 à 1810.

## Politique et administration

### Rattachements administratifs et électoraux

#### Rattachements administratifs
La commune se trouve depuis 1926 dans l'arrondissement de Dieppe du département de la Seine-Maritime.
Elle faisait partie depuis 1802 du canton de Blangy-sur-Bresle. Dans le cadre du redécoupage cantonal de 2014 en France, cette circonscription administrative territoriale a disparu, et le canton n'est plus qu'une circonscription électorale.

#### Rattachements électoraux
Pour les élections départementales, la commune fait partie depuis 2014 du canton d'Eu
Pour l'élection des députés, elle fait partie de la sixième circonscription de la Seine-Maritime.

### Intercommunalité
Rieux était membre de la communauté de communes de Blangy-sur-Bresle, un établissement public de coopération intercommunale (EPCI) à fiscalité propre créé en 2001 et auquel la commune avait transféré un certain nombre de ses compétences, dans les conditions déterminées par le code général des collectivités territoriales.
Dans le cadre des dispositions de la loi portant nouvelle organisation territoriale de la République du 7 août 2015, qui prévoit que les établissements publics de coopération intercommunale (EPCI) à fiscalité propre doivent avoir un minimum de 15 000 habitants, cette intercommunalité a fusionné avec sa voisine pour former, le 1er janvier 2017, la communauté  de communes interrégionale Aumale - Blangy-sur-Bresle, dont est désormais membre la commune.

### Liste des maires
| Période                                  | Période                   | Identité                     | Étiquette                | Qualité |
| ---------------------------------------- | ------------------------- | ---------------------------- | ------------------------ | --- |
| Les données manquantes sont à compléter. |                           |                              |                          | |
|                                          |                           |                              |                          | |
| 1830                                     |                           | Amédée Desjobert (1796-1853) | Gauche puis Bonapartiste | Propriétaire Membre fondateur de la Société française pour l'abolition de l'esclavage en 1834 Député de la Seine-Inférieure (1833 → 1852) Conseiller général de Blangy-sur-Bresle (1833 → 1848) |
|                                          |                           |                              |                          | |
| 1908                                     |                           | Alexandre Mimpiot            |                          | |
|                                          |                           |                              |                          | |
| 1959                                     | 1964                      | Hilaire Perdon, (1900-1964)  | PCF                      | Bûcheron puis ouvrier verrier Syndicaliste de la CGT Député de la Seine-Inférieure (1946 → 1951) Mort en fonction                                                                               |
|                                          |                           |                              |                          | |
| mars 1977                                | En cours (au 6 juin 2023) | Christian Roussel            | UMP → LR                 | Retraité Président de la CC de Blangy-sur-Bresle (2001 → 2016) Président de la CC interrégionale Aumale - Blangy-sur-Bresle (2017 → ) Réélu pour le mandat 2020-2026                            |

## Équipements et services publics

### Espaces publics
La commune a obtenu en 2021 pour sa première participation au Concours des villes et villages fleuris un prix d’honneur et espère obtenir rapidement sa première fleur.

### Enseignement
Au niveau de l'enseignement primaire, les communes de Rieux, Bazinval et Monchaux-Soreng sont associées au sein d'un regroupement pédagogique pour l'accueil de leurs élèves.
La commune dispose d'une école publique maternelle dépendant de l'académie de Rouen.

### Santé, petite enfance et solidarité
La commune a racheté en 2021 le château, qui avait été utilisé comme colonie de vacances, comme institut médico-pédagogique (IMP) puis Institut médico-éducatif (IME) fermé en 2007. La collectivité prévoit de réhabiliter les bâtiments et d'y implanter, vers 2022, un centre scolaire dans le cadre du regroupement pédagogique intercommunal avec Bazinval et Monchaux-Soreng, une crèche halte-garderie à l’entrée du site et un centre de loisirs.

## Population et société

### Démographie
L'évolution du nombre d'habitants est connue à travers les recensements de la population effectués dans la commune depuis 1793. Pour les communes de moins de 10 000 habitants, une enquête de recensement portant sur toute la population est réalisée tous les cinq ans, les populations de référence des années intermédiaires étant quant à elles estimées par interpolation ou extrapolation. Pour la commune, le premier recensement exhaustif entrant dans le cadre du nouveau dispositif a été réalisé en 2008.

En 2022, la commune comptait 593 habitants, en évolution de −9,33 % par rapport à 2016 (Seine-Maritime : +0,35 %, France hors Mayotte : +2,11 %).
| 1793 | 1800 | 1806 | 1821 | 1831 | 1836 | 1841 | 1846 | 1851 |
| ---- | ---- | ---- | ---- | ---- | ---- | ---- | ---- | ---- |
| 430  | 345  | 356  | 444  | 511  | 525  | 548  | 540  | 537  |

| 1856 | 1861 | 1866 | 1872 | 1876 | 1881 | 1886 | 1891 | 1896 |
| ---- | ---- | ---- | ---- | ---- | ---- | ---- | ---- | ---- |
| 541  | 512  | 504  | 478  | 468  | 453  | 440  | 416  | 438  |

| 1901 | 1906 | 1911 | 1921 | 1926 | 1931 | 1936 | 1946 | 1954 |
| ---- | ---- | ---- | ---- | ---- | ---- | ---- | ---- | ---- |
| 446  | 381  | 400  | 390  | 340  | 368  | 383  | 399  | 417  |

| 1962 | 1968 | 1975 | 1982 | 1990 | 1999 | 2006 | 2008 | 2013 |
| ---- | ---- | ---- | ---- | ---- | ---- | ---- | ---- | ---- |
| 362  | 407  | 415  | 417  | 475  | 576  | 614  | 621  | 643  |

| 2018 | 2022 | - | - | - | - | - | - | - |
| ---- | ---- | - | - | - | - | - | - | - |
| 609  | 593  | - | - | - | - | - | - | - |

### Manifestations culturelles et festivités
L'Association pour la Promotion et le Développement Culturel et Artistique de Rieux organise un salon artistique, dont la 28e édition a eu lieu le week-end de Pâques 2018.

### Sports et loisirs
La commune s'est dotée d'une académie d'escrime à l'initiative de Bernard-Marie Audigier-Leibovici,.
Le centre équestre l’Écurie du Cornet a été créé en 2014.

## Culture locale et patrimoine

### Lieux et monuments
- Manoir d'Infer.
- Église Saint-Martin-et-Saint-Barthélemy et ses restes de vitraux.
- Château du XVIIe siècle, situé derrière l’église et le cimetière, le long des rues de l’Abreuvoir et de la Rieuse, classé[37]. Le parc du château, traversé par la Rieuse, s'étend sur 9 ha et comprend différents ensembles de bâtiments, dont  d’anciennes écuries datant de la fin du XIXe siècle, des  serres, deux  étangs, un court extérieur de tennis[29]…

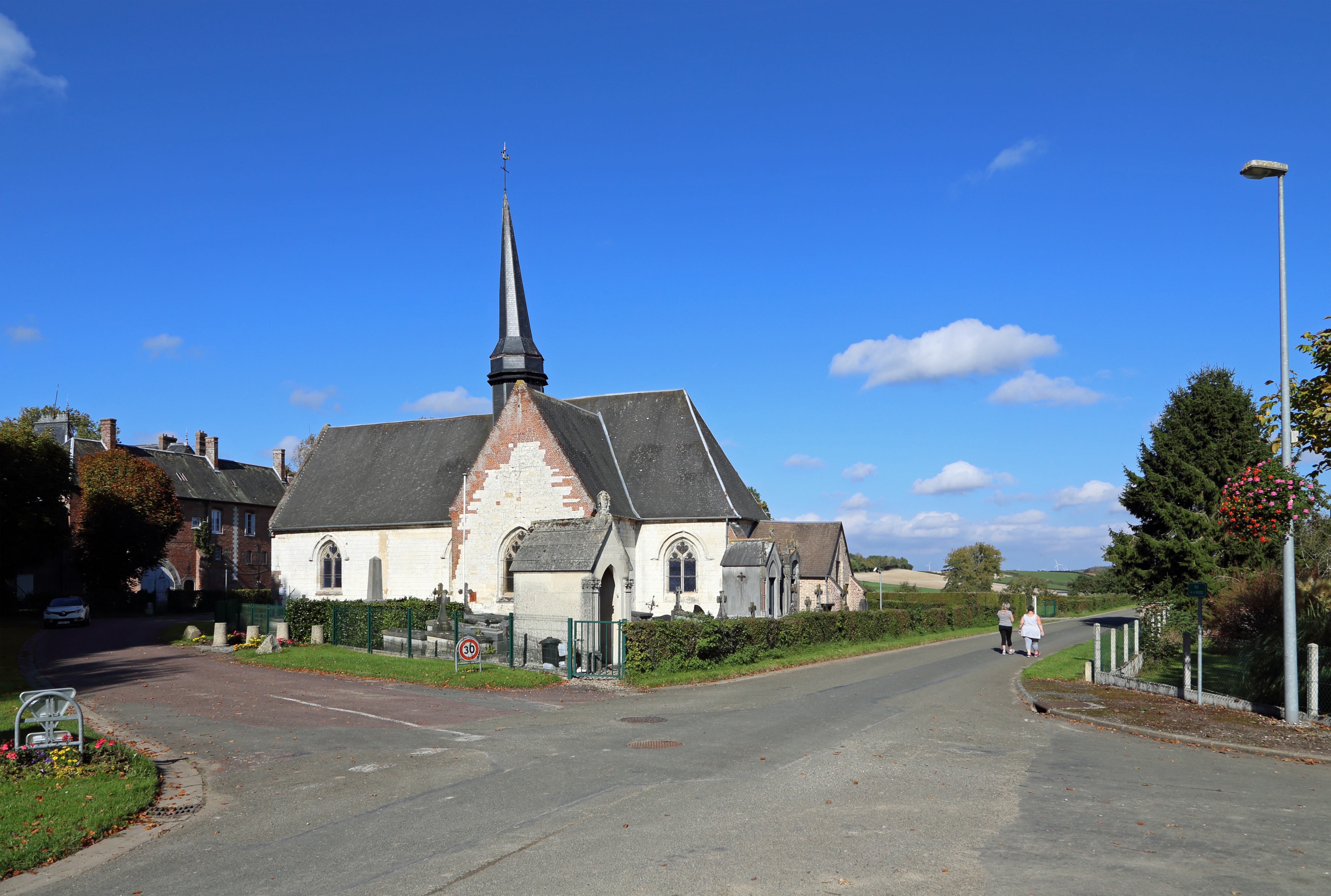
L'église.
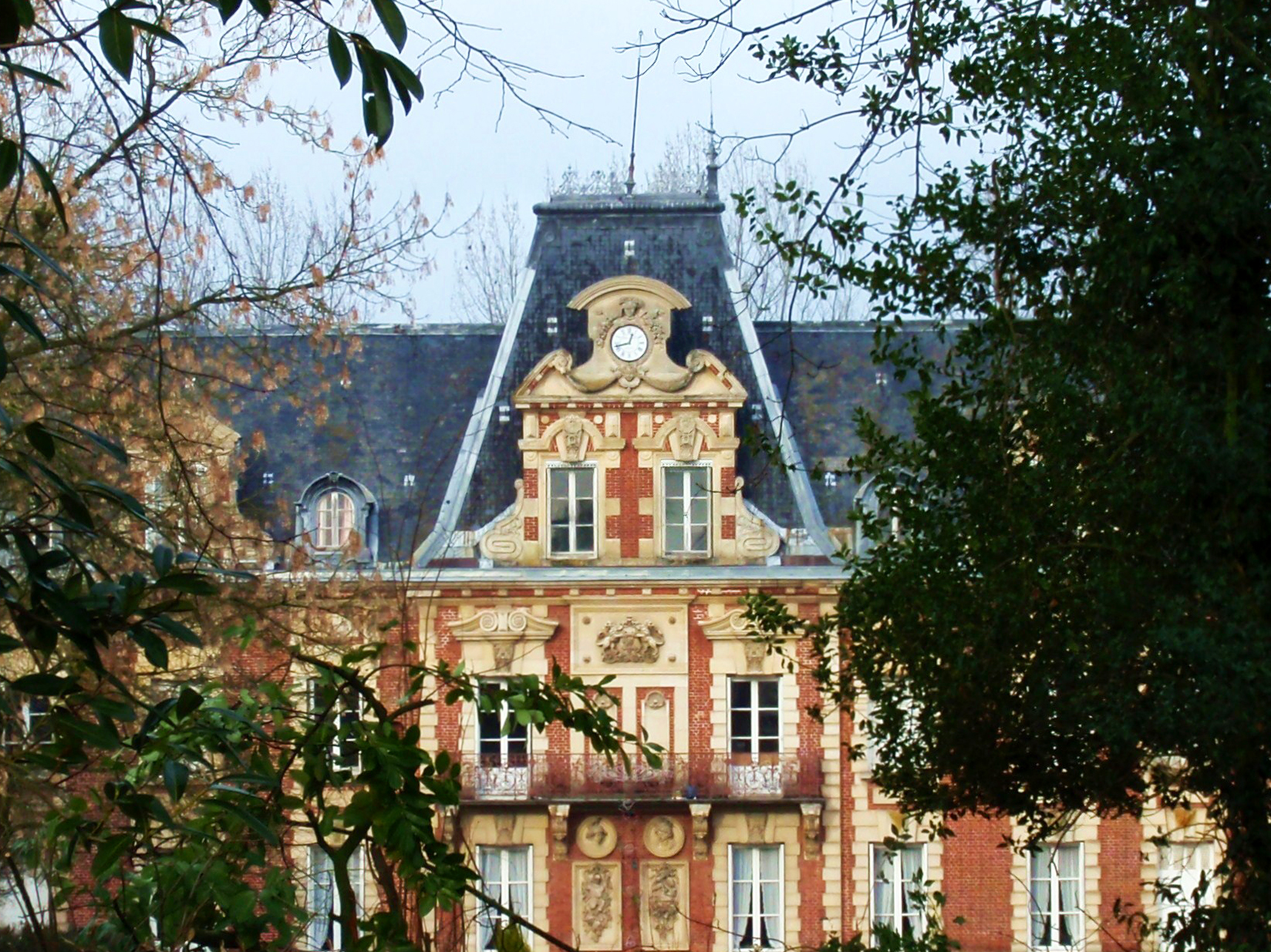
Le manoir.
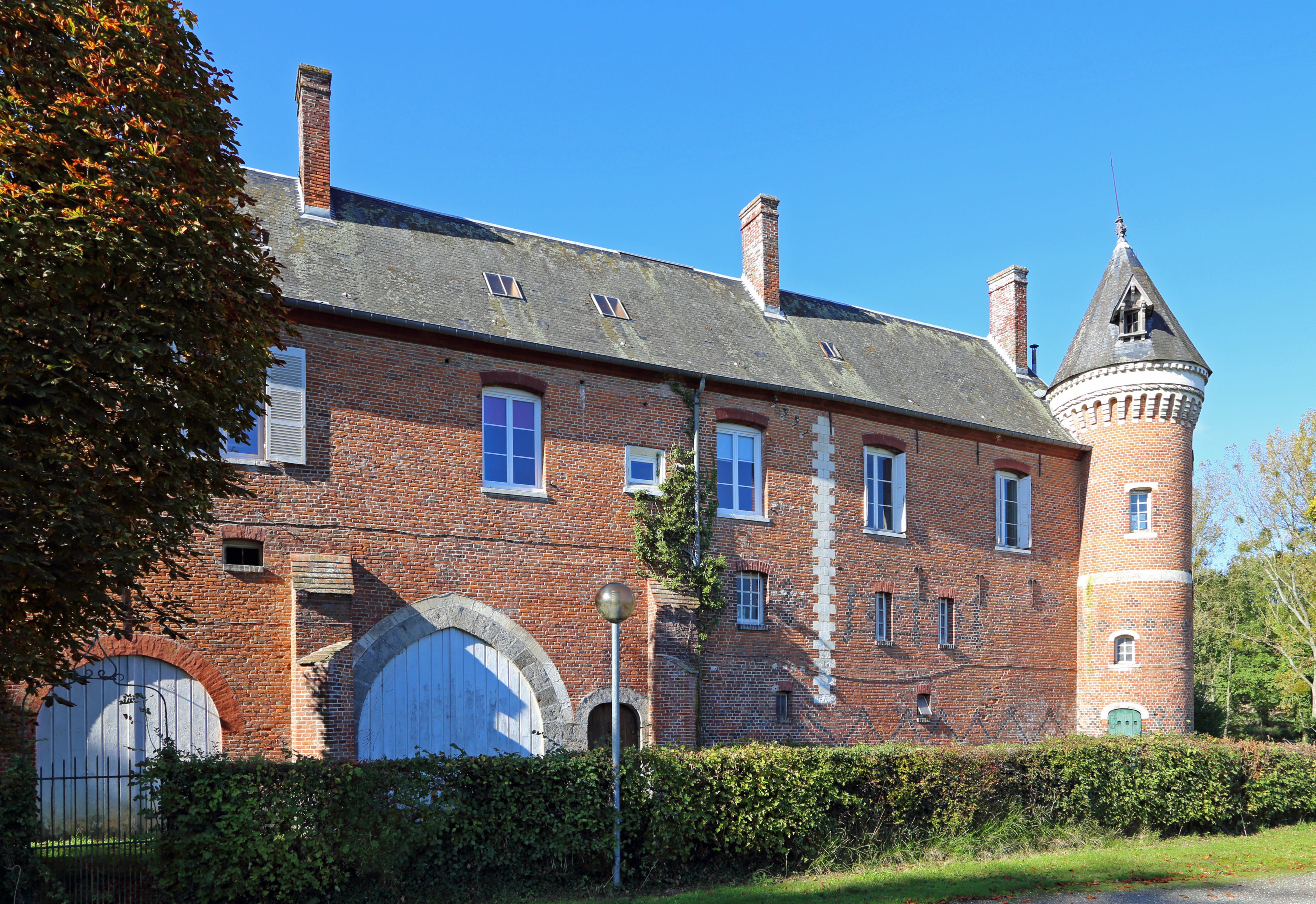
Aile du manoir.
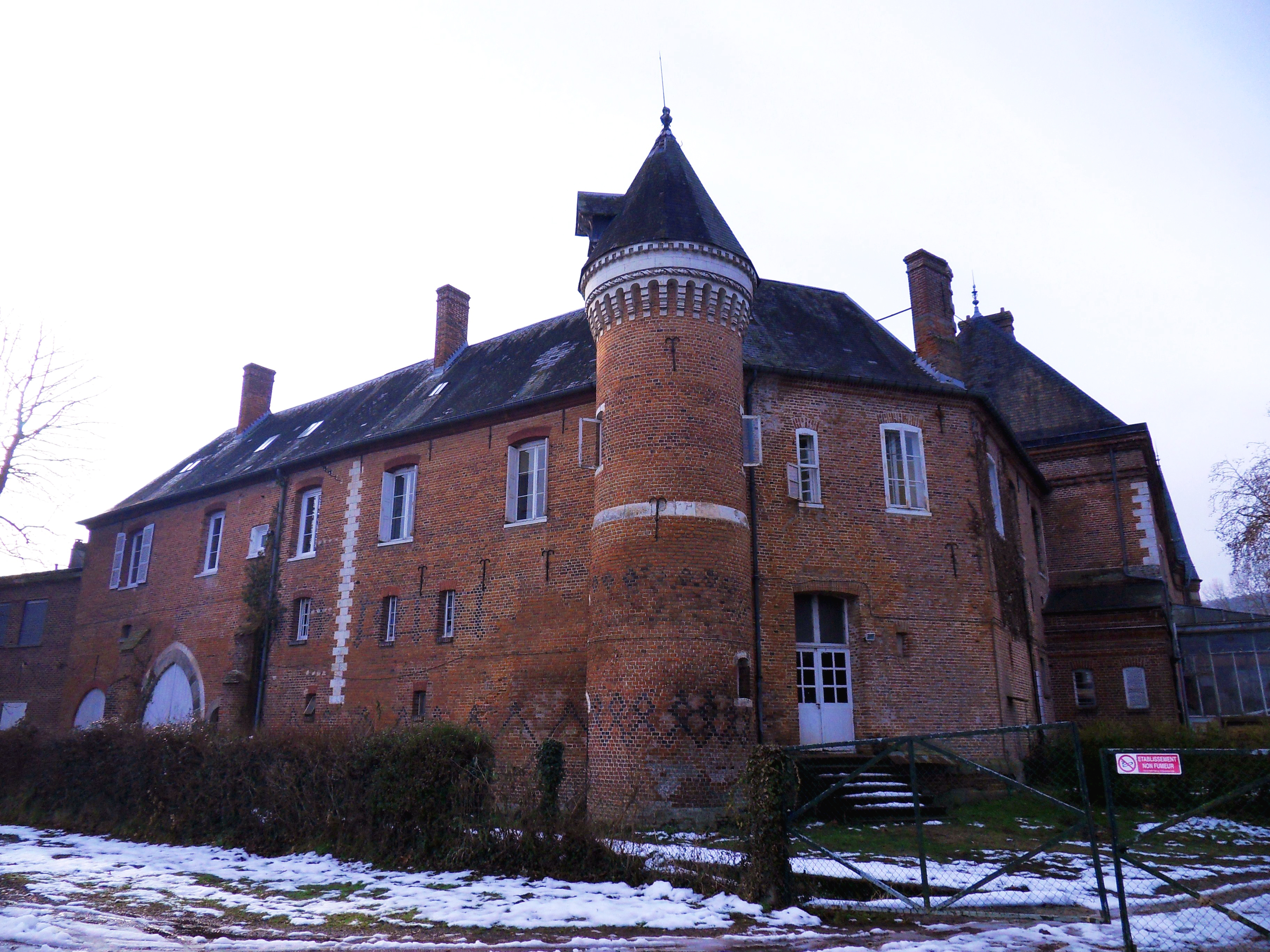
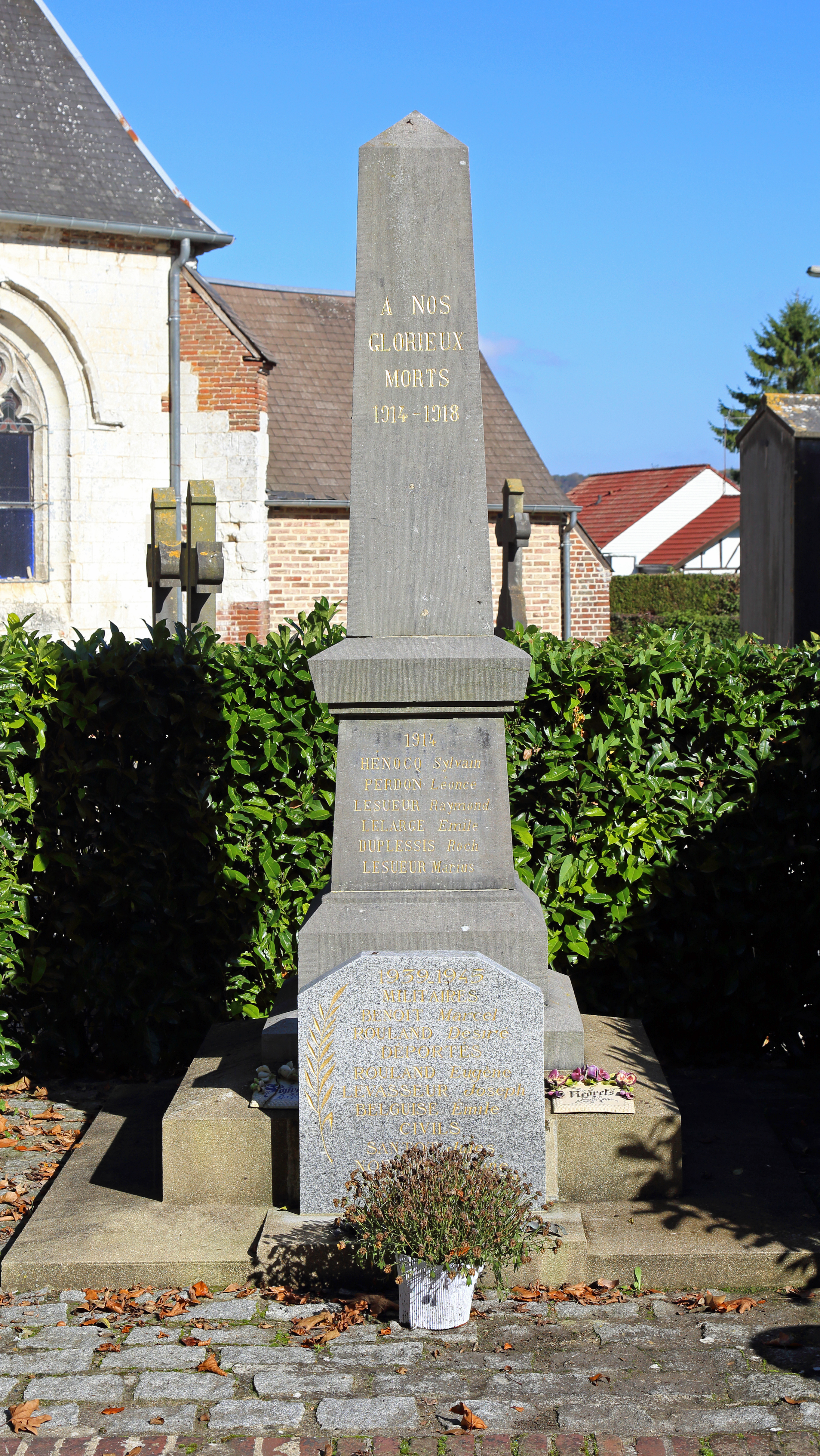
Le monument aux morts.

### Personnalités liées à la commune
- En 1060, un sire de Rieux figurait au nombre des bienfaiteurs de l'abbaye du Tréport.

### Héraldique
| Blason de Rieux (Seine-Maritime) | Blason  | D’or à la fasce ondée d’azur chargé d’une épée couchée d’argent, la pointe à senestre, accompagnée en chef d’un lion issant et en pointe d’une rose accostée de deux maillets, le tout de gueules. |
| Blason de Rieux (Seine-Maritime) | Détails | Le statut officiel du blason reste à déterminer. |

## Pour approfondir